# Otala (género)
Otala é um género de caracóis terrestres da subfamília Helicinae da família Helicidae .  
Evidências arqueológicas em Marrocos indicam que os antigos romanos utilizavam O. lactea como fonte de alimento. 

## Distribuição
Este género de caracóis é nativo do noroeste da África e do sudoeste da Europa .

## Anatomia
Os caracóis do género Otala criam e disparam dardos como parte de seu ritual de acasalamento.

## Espécies
As espécies do género Otala incluem: 
- † Otala desoudiniana (Crosse, 1862)
- Otala hieroglyphicula (Michaud, 1833)
- † Otala jobaeana (Crosse, 1861)
- Otala juilleti (Terver, 1839)
- Otala lactea (Müller, 1774)
- Otala occulta D. Holyoak, G. Holyoak, Gómez Moliner & Chueca, 2020
- Otala orientalis (Pallary, 1918)
- Otala pallaryi (Kobelt, 1909)
- Otala punctata (Müller, 1774)
- Otala ramosi (Ahuir & Liñán, 2021)
- Otala tingitana (Paladilhe, 1875)
- Otala xanthodon (Anton, 1838)

## links externos
- Schumacher CF (1817). Essai d'un nouveau système des habitations des vers testacés. Schultz, Copenhaga. iv + 288 pp., 22 pls
- Albers, JC (1850). Die Heliceen nach natürlicher Verwandtschaft systematisch geordnet. Berlim: Enslin. 262 pp.
- NCBI
- Pallar, P. (1919). Hélicidees nouvelles du Maroc. 2e Festa. Journal de Conchyliologia. 64 (2) [ 1918 ] : 51-69, pl. 2-3. Paris